# 프랑스-태국 전쟁
프랑스-태국 전쟁(태국어: กรณีพิพาทอินโดจีน 또는 สงครามอินโดจีน, 프랑스어: Guerre franco-thaïlandaise)은 태국과 비시 프랑스가 1940년부터 1941년까지 예전에 태국 영토였던 프랑스령 인도차이나의 한 지역을 둘러싼 전쟁이다.

## 같이 보기
- 프랑스-시암 전쟁